# Oslofjorden
Oslofjorden er en fjord, som strækker sig fra Rådhuskajen i Oslo mod syd til Langesund i Bamble kommune. Langesund ligger på højde omtrent med Færder fyr, og mange definerer Oslofjordens begyndelse ved de to steder. Fjorden er dermed 107 km lang og Norges femtestørste fjord.
Oslofjorden går langs fylkerne Oslo, Viken og Vestfold og Telemark. Man skelner mellem Indre og Ydre Oslofjord. Skellet går ved Drøbaksundet, hvor fjorden bliver smal mellem Drøbak og Hurum.
Der bor cirka 2,1 million mennesker rundt om Oslofjorden (2011). Fra Langesundsfjorden i vest til den svenske grænse i øst er der tilsammen 11 byer og mange landsbyer. Fjorden er et vigtigt rekreationsområde med lystbåde, hytteliv og fiskeri. Oslofjorden har også Norges største trafik af færger og fragtskibe. Der er blandt andet flere færger til udlandet og en færgeforbindelse over fjorden mellem Moss i Østfold og Horten i Vestfold. Ellers går Oslofjordtunnelen (Oslofjordforbindelsen) mellem Drøbak i Frogn og Storsand i Hurum. Den blev åbnet i 2000.